# N. Szabó Sándor
N. Szabó Sándor (Kecskemét, 1944. augusztus 16. – Pécs, 2011. május 14.) Gobbi Hilda-díjas magyar színművész, a Pécsi Nemzeti Színház örökös tagja.

## Életpályája
A Színművészeti Főiskolán két évig tanult, művelődésszervezői diplomáját 1997-ben szerezte. 1964-től a Szegedi Nemzeti Színház tagja volt, majd az Állami Déryné Színházban játszott. 1969–1971 között a szolnoki Szigligeti Színház tagja volt. 1971–1973 között ismét az Állami Déryné Színház színésze volt. 1973-tól haláláig a Pécsi Nemzeti Színház tagja volt. Feleségével, Unger Pálmával megalapította a Sziporka Gyermekszínházat, amelyet közel 25 évig vezetett. 1996-ban a Pécsi Tudományegyetemen művelődésszervező diplomát szerzett.
2011-ben hosszú betegség után hunyt el. A budapesti Farkasréti temetőben helyezték örök nyugalomra.

## Színházi szerepeiből
- William Shakespeare: Szentivánéji álom... Puck
- William Shakespeare: A vihar... Sebastian
- William Shakespeare: Ahogy tetszik... Le Beau
- William Shakespeare: Vízkereszt, vagy amit akartok... Keszeg András
- Molière: Don Juan... Vasárnap úr
- Alekszandr Nyikolajevics Osztrovszkij: Erdő.... Vigov
- Reginald Rose: Tizenkét dühös ember... 12. esküdt
- Jean Anouilh: Becket avagy Isten becsülete... A yorki püspök
- Eugène Labiche: A florentin kalap... Achille
- Václav Havel: A leirat... Josef Gross
- Harold Pinter: Születésnap... Petey
- Peter Shaffer: Vígjáték sötétben... ezredes
- Szigligeti Ede: Liliomfi... ifj. Schwartz; id. Schwartz
- Vörösmarty Mihály: Csongor és Tünde... Kurrah
- Hunyady Sándor – Szakonyi Károly: A három sárkány... dr. Kempelen
- Örkény István: Forgatókönyv... a Mester
- Márai Sándor: Kaland... dr. Szekeres
- Kornis Mihály: Halleluja... Ferenczi
- Bárány Tamás: A szülő is ember... Lali
- John Kander – Fred Ebb – Joe Masteroff: Kabaré... Konferanszié
- Nóti Károly: Nyitott ablak... Károly
- Ábrahám Pál: Bál a Savoyban... Pomerol
- Szirmai Albert – Bakonyi Károly – Gábor  Andor: Mágnás Miska... Pixi gróf; Mixi gróf
- Huszka Jenő: Gül Baba... Mujko
- Huszka Jenő: Mária főhadnagy... Zwickli Tóbiás
- Eisemann Mihály: Én és a kisöcsém... Zolestyák
- Berté Henrik: Három a kislány... Novotny
- Lehár Ferenc: A víg özvegy... Nyegus
- Kálmán Imre: Csárdáskirálynő... Bóni gróf
- Kálmán Imre: Marica grófnő... Zsupán; Móric herceg
- Kálmán Imre: A cirkuszhercegnő... a nagyherceg
- Kálmán Imre: A montmartre-i ibolya... Spagetti
- Kálmán Imre: Az ördöglovas... Pfleiderer
- Jacobi Viktor: Leányvásár... Fritz
- Jacobi Viktor: Sybill... Kormányzó

## Rendezéseiből
- Szántó Armand – Szécsén Mihály: Gyertyafénykeringő
- Csukás István – Darvas Ferenc: Ágacska
- Babay József: Három szegény szabólegény
- Tóth Miklós – Majláth Júlia: Kutyaszorító
- Unger Pálma: Fűben fában szerelem
- Paul Armont – Paul  Vanderberghe: Fiúk, lányok, kutyák

## Filmes és televíziós szerepei
- Az áldozat (1979)
- Halál (1984)
- Börtön (1985)
- Trombi és a Tűzmanó (1988-1990) – További szereplők (hang)
- Kisváros (1996-2000) – Több szerep
- Maksavízió (2003-2004)
- Tűzvonalban (2009) – Soltész
- A föld szeretője (2010) – Lammel

## Megjelent írása
- A mondókától a drámáig (drámapedagógiai tankönyv)

## Díjai, elismerései
- Szendrő József-díj (1994)
- Pécsi Nemzeti Színház örökös tagja
- Gobbi Hilda-díj (2011)[6]
- Pro Communitate díj (2011)

## Emlékezete
A Pécsi Nemzeti Színház egyik játszóhelye viseli a nevét (N. Szabó Sándor Terem).
Pécsen, egykori lakhelyén emléktábla is őrzi emlékét.